# 太原第
太原第，又稱為溫家古厝，為新竹市的一棟傳統四合院建築，大宅的門額顯示為1935年，部分構件源自清領時期。

## 歷史
遭違法拆除 登錄為歷史建築
2018年1月31日，太原第被新竹市政府列為暫定古蹟，進入文化資產審議程序；新竹市文化局原計畫在2018年2月23日前往會勘，但在會勘前的同月15日（除夕）早晨，建築遭屋主無預警拆除。太原第在拆除後，3名地主及仲介因違反《文化資產保存法》遭起訴；新竹市政府表示，將不同意原址新建都更大樓，並進行太原第的構件清點計畫。同年12月，新竹市政府召開第二次文資審議會，將太原第登錄為新竹市歷史建築，範圍包含宅院第二進及天井。

## 建築特色
太原第為一四合院，其入口偏於左側，建築格局具有兩進四護龍，加上左右過水，面寬共七開間，整體格局完整。建築下段為石砌，上方牆面部分為斗砌磚牆、部分為磚造，外覆灰泥，屋頂覆紅瓦。